# Ognjen Cvitan
Ognjen Cvitan (* 10. Oktober 1961 in Šibenik) ist ein kroatischer Schachmeister.

## Leben
Cvitan gewann als Vertreter Jugoslawiens die Juniorweltmeisterschaft 1981 in Mexiko-Stadt und wurde von der FIDE zum Internationalen Meister ernannt. Seit 1987 ist er Großmeister. 

## Mannschaftsschach

### Nationalmannschaft
Cvitan nahm an acht Schacholympiaden teil. Bei der Schacholympiade 1990 in Novi Sad vertrat er Jugoslawien im C-Team, danach von 1992 bis 1996 und von 2000 bis 2006 Kroatien. Bei der Olympiade 1992 in Manila erhielt er für die beste Einzelleistung (+6 =4 −0) als 2. Reserve die Goldmedaille. Cvitan nahm außerdem an sechs Mannschaftseuropameisterschaften teil (1989 mit Jugoslawien, das den zweiten Platz belegte, 1992 bis 2003 mit Kroatien) und der Mannschaftsweltmeisterschaft 1997 teil.

### Vereine
Cvitan spielte in der kroatischen Liga für Rijeka, in der bosnischen Premijer liga für den HŠK Napredak Sarajevo und den ŠK Tuzla in der slowenischen Liga für den ŠK Nova Gorica. In der Schweizer Nationalliga A spielte Cvitan bis 2002 und von 2004 bis 2007 für die SG Biel, der er 2000, 2001 und 2004 Mannschaftsmeister wurde, 2003 für Sorab Basel; seit 2008 spielt er für die Schachgesellschaft Riehen. In der Schweizer Bundesliga spielte er 2000 und 2004 für Birsfelden/Beider Basel, 2002 für Niederrohrdorf, mit denen er Gruppenmeister wurde. In der deutschen Schachbundesliga spielte Cvitan von 1997 bis 1999 beim SK Zähringen. Später war er in Deutschland für den DJK Aufwärts Aachen gemeldet, mit dem er 2010 den 2. Platz bei der Deutschen Blitz-Mannschaftsmeisterschaft errang.
Zwischen 1993 und 2005 nahm Cvitan sechsmal am European Club Cup teil.